# Cruïlles (vila)
Cruïlles és una vila del Baix Empordà que forma part del municipi de Cruïlles, Monells i Sant Sadurní de l'Heura, del qual és el centre administratiu. Va estar constituït com a municipi fins al 1973, quan es va fusionar amb Monells i Sant Sadurní de l'Heura per formar el municipi actual.
Anteriorment, el 1846, la vila de Cruïlles havia incorporat Sant Cebrià dels Alls, Sant Cebrià de Lledó i Santa Pellaia per conformar el seu terme municipal, de resultes de la política d'eliminació de municipis petits.
És el segon nucli més poblat del terme actual, després del Puigventós.

## Història
El poble fou seu de la de Baronia de Cruïlles, que al segle xiii, també adquiriren Peratallada. El vast territori cruïllenc s'estén des de la plana de l'Empordà fins a ocupar gran part del Massís de les Gavarres. El poble es troba al Pla de Cruïlles, més amunt del Daró, al peu de la carretera comarcal GI-664 entre la Bisbal d'Empordà i Cassà de la Selva, a un parell de quilòmetres de la Bisbal.
A nivell monumental hi destaquen la Torre del Castell, el Monestir de Sant Miquel de Cruïlles l'Església parroquial de Santa Eulàlia de Cruïlles o l'Ermita de la Mare de Déu de l'Esperança. A més a Cruïlles hi han diverses restes de la muralla que cloïen la població en l'edat mitjana. Uns llenços que formen l'angle nord-oest pertanyien potser a una torre de planta quadrada d'uns 5 m de costat i 5 m d'alçada al nivell de les espitlleres. L'aparell és de còdols sense desbastar, alguns d'ells disposats en un opus spicatum maldestre, units amb morter de calç. Darrere l'església, unes altres restes de muralla d'uns 4 m d'alçada d'aparell constructiu molt semblant al descrit. Al sud-est trobem una torre de planta quadrada, potser més tardana, feta amb carreus escairats, al costat de la qual hi devia haver un dels portals de la muralla. Els trams fets amb còdols es datarien en l'inici del romànic. La torre del sud-est se situa al final; potser el segle xiv.

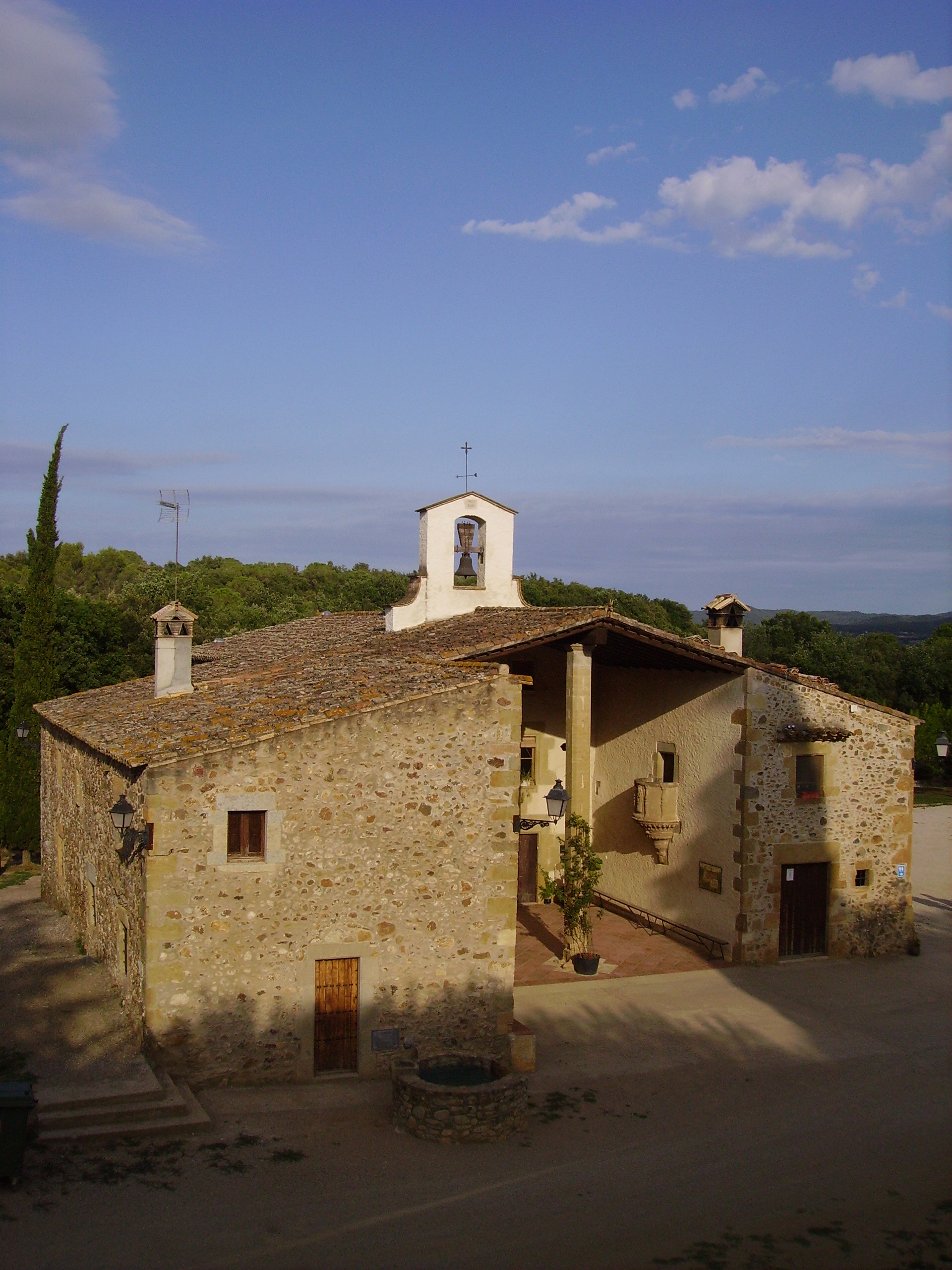
Ermita de la Mare de Déu de l'Esperança

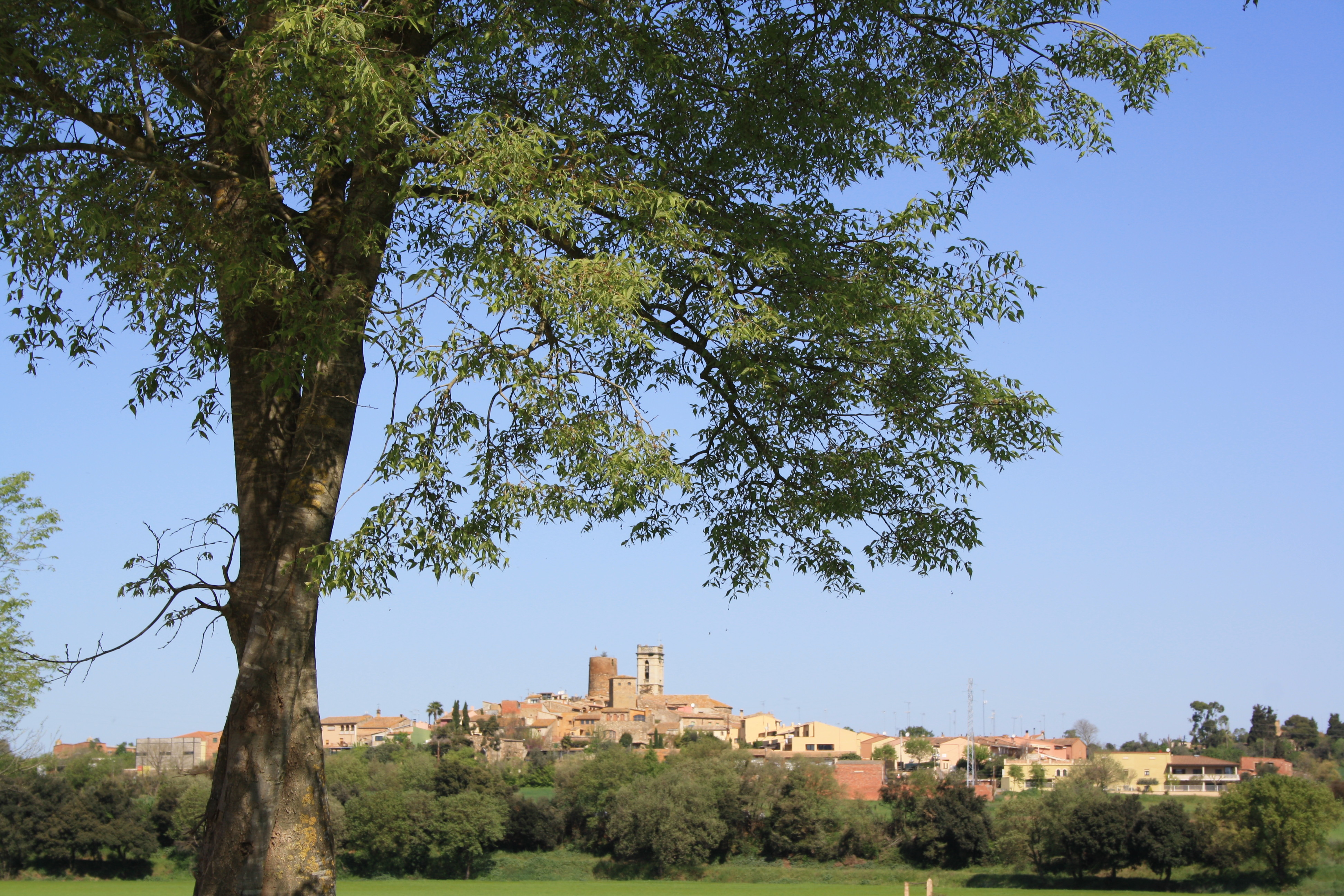
Vista general de Cruïlles

El lloc de Cruïlles «Crucilias» és documentat l'any 991 en la via que anava a La Bisbal. Humbert de Cruïlles, cal suposar que senyor del lloc, és esmentat en una donació al bisbe de Girona l'any 1136. El 1148, Gilabert II de Cruïlles estableix una concòrdia amb el bisbe de Girona. L'any 1172 el comte de Rosselló, Girard II concedeix un feu a un Cruïlles. Sembla que el nom Gilabert fou usual en aquesta família i l'any 1183, un Gilabert de Cruïlles apareix esmentat. Jofre de Cruïlles acompanyà el comte Ramon Berenguer III en l'inici de la conquesta de les Balears l'any 1114. Vers 1125, Guerau de Cruïlles s'havia casat amb Guillema, filla del vescomte de Cabrera.
Els senyors de Cruïlles es van succeint els anys següents. L'any 1193 surt documentat Gastó I de Cruïlles, fill de Gilabert. En el crònica de Jaume I, s'esmenta que l'any 1229 Gilabert III de Cruïlles, fill de Gastó I, participà en la conquesta de Mallorca. A mitjan segle xiii, Gilabert IV de Cruïlles, fill de Gilabert III, es casà amb Guillema de Peratallada, senyora del castell d'aquest nom. Aquest matrimoni uní dues de les senyories més importants de la contrada.
Els Cruïlles, com molts altres senyors feudals del segle xiii patiren problemes econòmics. Així l'any 1259 Gilabert IV cedeix al rei les rendes del castell de Cruïlles per pagar un deute de 8.000 sous. A la Crònica de Bernat Desclot es parla del paper important que Gilabert III de Cruïlles i el seu fill Bernat de Cruïlles i de Bestracà tingueren prop del rei Pere el Catòlic desafiat per Carles d'Anjou l'any 1283 i en la defensa del país contra la invasió francesa de Catalunya. L'any 1315, depenien de Bernat de Cruïlles i de Peratallada les viles de Cruïlles, Esclanyà i la molt important població de Torroella de Montgrí.
També és important la presència dels Cruïlles a l'illa de Sardenya al costat del rei. El 1339, Jofre Gilabert de Cruïlles dirigí l'estol que perpetrà la batalla naval de Ceuta i derrotà el soldà. Degut a tota aquesta activitat al costat del monarca, els Cruïlles no visqueren gaire al castell que fou ocupat per un batlle, representant del senyor. El 1335, el batlle era Pere d'Estanyol. En el fogatjament de 1359, les dues poblacions més importants eren Cruïlles, 63 focs i Peratallada, 60 focs.
En el s. XV, apareixen tensions socials i polítiques. Els habitants compraren al rei les jurisdiccions dels pobles de la baronia si bé el rei restà obligat a tornar el mer i mixt imperi a Jofre Gilabert de Cruïlles. Després de nombroses tensions, alguns d'aquests llocs passaren a ser carrers de Barcelona amb els mateixos privilegis dels barcelonins. Així, Cruïlles esdevingué vila reial el 1442.
En la guerra civil catalana del segle xv els membres de la família es repartiren entre els dos bàndols. Gilabert de Cruïlles a la banda joanista i d'altres, com ara Bernat Gilabert de Cruïlles, Ausiàs de Cruïlles, etc. militaren al bàndol contrari.
El segle xvii era cap d'una batllia reial formada per Cruïlles, Sant Miquel de Cruïlles, Sant Joan de Salelles, Sant Cebrià dels Alls, Pastells i Rabioses.
Cruïlles havia estat dividida en els veïnats (vilelles) de Tapioles, Pastells, Salelles, Rabioses, Valloquera i les Goresques